# Introducing Lorelai planetarium
Introducing Lorelai planetarium es el 139° episodio de la serie de televisión norteamericana Gilmore Girls.

## Resumen del episodio
Lorelai y Christopher, ya de vuelta en Stars Hollow y tras haberse casado en París, empiezan a hacer planes para darle esa noche la buena noticia a su hija. Aunque Rory frente a su padre se muestra muy feliz por lo acontecido, no tiene la misma reacción cuando ella y su madre están solas, sin embargo, después Lorelai visita a Rory en el apartamento de Logan, luego de darse cuenta de que su hija no ha querido responder sus mensajes; Rory le dice que está muy feliz, y que cometió un error porque hubiera querido estar en la ceremonia. 
Por otra parte, Logan está de vuelta en New Haven para una fiesta de la compañía de internet que él está intentando abrir, en la cual Rory recibe la propuesta de hacer una reseña de lo sucedido para un periódico en línea nuevo. Lamentablemente, Logan no está nada contento de cómo Rory se había expresado de sus amistades en la reunión (como ricos consentidos y superfluo), entonces discuten y le dice que está viviendo en un apartamento por el que ella no está pagando. Pese a que Logan se disculpa con Rory, ella aún decide buscar nuevo apartamento, debido a que él se va mudar a New York y dejar Londres, por lo que vivirán muy cerca pero no juntos. 
April está en casa de Luke preparándose para su primera fiesta con chicos y chicas, pero su padre nota que tiene fiebre y a disgusto de ella le prohíbe ir. Luke recurre a Lorelai para que le dé algún consejo, y como esta supone, él se entera luego que era apendicitis. Lorelai va al hospital para ver cómo están la chica y su padre, y mientras hablan él descubre que ella lleva un anillo de casada.

## Errores
- Mientras Lorelai, Christopher y Rory cenan, la copa de esta última cambia de posición y desaparece en un momento de la mesa; además, en otro momento ella la levanta dos veces sin haberla bajado.

- Datos: Q5919325